# Prozelityzm

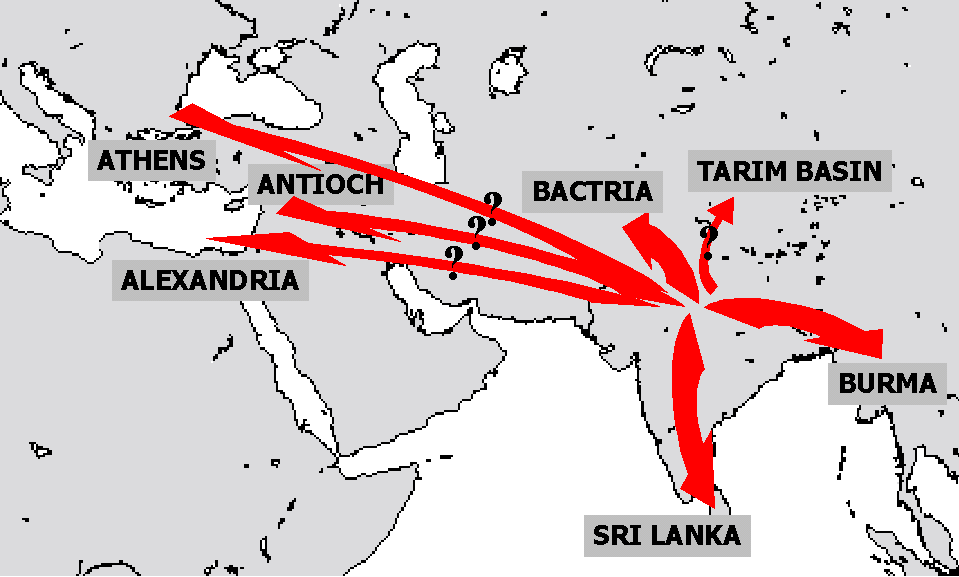
Buddyjski prozelityzm podczas władania Aśoki (260–218 r. p.n.e.)

Prozelityzm (gr. προσήλυτος, prosēlytos „obcy, przybysz“ od προσ, pros „w stronę“ oraz ἐλεύσομαι, eleusomai czas przyszły od ἔρχομαι, érchomai „przybywać“) – nawracanie innych na swoją wiarę.

## Geneza pojęcia
Pierwotnie, w Biblii, pojęcia tego używano w odniesieniu do poganina, który przyjął judaizm. Działalność misyjna i prozelityzm były jeszcze do niedawna pojęciami w zasadzie równoważnymi.

## Chrześcijaństwo

### Ujęcie pozytywne
W wydanej 14 grudnia 2007 przez Kongregację Nauki Wiary "Nocie doktrynalnej na temat niektórych aspektów ewangelizacji" mówi się, że prozelityzm rozumiany jako niezdrowy przymus do zmiany wyznania nie powinien mieć miejsca w chrześcijańskiej ewangelizacji. Jednak nie można mówić o prozelityzmie (w negatywnym tego słowa znaczeniu), gdy "chrześcijanin niekatolik, z przyczyn sumienia i przekonany o prawdzie katolickiej, prosi o wejście w pełną jedność z Kościołem katolickim". Pochwala się za to dążenie do jedności w wierze oparte na wzajemnym dialogu, który nie jest jedynie wymianą poglądów, ale także wymianą duchowych darów.

### Ujęcie negatywne
We współczesnym dialogu ekumenicznym termin nabrał negatywnego, na poły politycznego znaczenia w odniesieniu do działalności chrześcijan, mającej na celu pozyskanie wyznawców z innych wspólnot chrześcijańskich poprzez przekupstwo, zastraszenie czy zewnętrzny przymus.
Problem prozelityzmu jest szczególnie często podnoszony przez  Rosyjski Kościół Prawosławny w odniesieniu do Kościoła katolickiego. Problem ten pojawia się również we wzajemnych relacjach innych wyznań.